# Клюкарката (сериал)
„Клюкарката“ (на английски: Gossip Girl) е американски тийнсериал, базиран на едноименната книга „Клюкарката“ на Сесили фон Зигесар.
В него се разказва за живота на тийнейджъри, живеещи в елитната част на Манхатън – Горен Ийст Сайд (Upper East Side). Основните персонажи са Серина ван дер Удсън, Блеър Уолдорф, Дан Хъмфри, Натаниъл (Нейт) Арчибалд, Чък Бас и Джени Хъмфри, ученици в елитните частни училища Констанс Билард (девическото училище) и Сейнт Джуд (момчешкото училище), където социалният статус е от първостепенно значение и запазването и изграждането му пораждат редица интриги.
The Gossip Girl Blog е името на блог, където Клюкарката пуска клюки, свързани с Горен Ийст Сайд, директно от живеещите там. Тя контролира живота им, тя поставя правилата, пуска първа новините и плете интригите. Всеки иска да знае коя е тя, но никой не може да разгадае самоличността ѝ. Всички епизоди на сериала са наречени на известни книги, пиеси, комикси и най-често на филми.
На 11 май 2012 г. The CW поднови „Клюкарката“ за шести и последен сезон. Той започна на 8 октомври и приключи на 17 декември с общо десет епизода.

## Епизоди
Вижте: Списък с епизоди на Клюкарката

## Персонажи

### Клюкарката
Макар да разчита на всички от Ъпър Ийст Сайд да ѝ пращат клюки, тя е Клюкарката, и винаги казва това, което никой не знае.
Всички научават всичко от блога ѝ, но никой не знае коя е тя. В този изключително сложен и порочен кръг, няма човек който не разчита на нейния уебсайт и текстови съобщения за последните скандални новини. Дори най-близката приятелка на Серина – Блеър Уолдорф, с изненада разбира, че Серина внезапно е прекратила своето доброволно заточение в пансион в Кънектикът и се е върнала в Манхатън. Не е лесно да проследиш приятелствата, конфликтите и вълненията в този богат и сложен свят, но тъкмо там Клюкарката е в стихията си.
Нейната дразнеща, но печеливша философия е: „Ти си никой, докато не говорят за теб“. А тя си има и собствен почерк – след всяка от бомбите си оставя по едно х.о.х.о. – целувки и прегръдки, целувки и прегръдки.

### Серина ван дер Удсън
Тя е най-добрата приятелка на Блеър Уолдорф, въпреки че дружбата им често е помрачена от различните им възгледи и от фактът, че Блеър трябва да живее в сянката на Серина. Серина е волна душа, която вярва в доброто в хората и личната свобода. Тя е лъчезарна, отворена и постига всичко без много усилия, което поражда ревност в другите наред с факта, че е считана за много красива и привлекателна. Но тъй като е перфектна не може лесно да намери голямата любов. Серина има репутацията на разюздена млада дама, която има навика да купонясва в комбинация с алкохол и дрога. Въпреки че обича да се забавлява, още от началото на 1 сезон тя показва, че се е променила и че е станала много по-уравновесена. Серина е ученичка в „Констанс Билард“, елитно частно училище и често присъства в блога на Клюкарката. Има по-малък брат – Ерик. Дъщеря е на Лили ван дер Удсън.
В първия сезон на сериала, Серина се завръща в Ню Йорк след шестмесечно отсъствие от града. Коментара на Клюкарката по повод завръщането ѝ е красноречив „[...]ако не внимаваме, С. ще спечели учителите ни, ще носи роклята, в която не можем да се поберем, ще изяжда последната маслинка, ще разлива кампари по килимите ни, ще открадне сърцата на приятелите и братята ни, и изобщо ще ни съсипе живота, както само тя си знае[...]“. Докато е отблъсната от всички заради неочакваното си заминаване, включително от най-добрата си приятелка, среща момче на име Даниъл Хъмфри, който не успява да скрие искрите между тях.
Ролята на Серина се играе от Блейк Лайвли.

### Блеър Уолдорф
Блеър Корнелия Уолдорф е най-добрата приятелка на Серина, въпреки че често се чувства застрашена или засенчена от нея. Родителите ѝ (Харолд и Елинор Уолдорф) се разделят малко след заминаването на Серина от Манхатън. Това силно ранява Блеър (още повече, че баща ѝ заминава за Франция с гаджето си – мъжки модел).
За нея външния вид и как ни възприема обществото са много важни. Блеър идеализира Одри Хепбърн и Грейс Кели и често се опитва да им подражава. Поведението и е малко снобско. Тези ѝ черти могат да бъдат възприети като защитен елемент срещу несигурността, която тя изпитва – в сериала майка ѝ често я критикува, не отделя достатъчно време за нея и я пренебрегва за сметка на други – Серина например.
Тя е ученичка в частното училище Констанс Билърд, където е председател на ученическия съвет и взима дейно участие в училищния живот и извънкласните изяви. Тя е най-популярното момиче (Кралицата) в училище след Серина и е майсторка на отмъщенито („Ако потърсиш в google „отмъщение“ ще ти излезе www.blairwaldorf.com".) Блеър мечтае да следва в Йейл, където е учил баща и. Е, мечтата не се осъществява и тя вече ще учи в Нюйоркския университет, а после се прехвърля в престижния Колумбийски университет на Ню Йорк.
В началото на първия сезон Блеър излиза с Нейт Арчибалд, като често се споменава как те са заедно още от детската градина. Но после тя се влюбва в Чък Бас, който в началото на сериала се проявява като чаровния гадняр на Манхатън. Техните игрички не спират и във втория сезон – нито един от двамата не иска да каже трите вълшебни думички („Three words, eight letters, say it and I am yours...“), защото „Чък и Блеър ходят на кино и се държат за ръце?! Едва ли.“, както казва Чък. Но, също както казва Чък „Причината да не ги казваме, не е че не са истина.“
В ролята на Блеър Уолдорф е Лейтън Мийстър.

### Джени Хъмфри
Малката Джени е неизвестната първокурсничка и по-малка сестра на Дан Хъмфри. По-късно става известна – къде благодарение на брат си – заради връзката му със Серена ван дер Удсън, къде по собствени заслуги. Влюбва се в Нейт Арчибалд, който е между дилемата да избере нея и Ванеса – най-добрата приятелка на брат ѝ. Когато се уморява да се подчинява на шефката си, прави своя модна линия и почва да учи задочно. Тя е неуморна дизайнерка и бива харесвана от много хора, когато нахлува на празненството на Лили Бас и мъжът и за да направи реклама на роклите си. Джени се връща в училище и в края на втори сезон е избрана от дипломиращата се Блеър за кралица на Констанс.
В ролята на Джени Хъмфри е Тейлър Момсън.

### Натаниъл „Нейт“ Арчибалд
Момчето разделено между момичето на живота му, и момичето на мечтите му. Първите епизоди се въртят около това – коя ще избере той – Блеър или най-добрата и приятелка Серина. Скоро разбираме, че Серина си е тръгнала, защото е спала с Нейт. Красавецът със сини очи, който се появява няколко пъти в блога на Клюкарката, и по-късно обеднява заради баща си, който бива преследван от полицията. Най-добрият му приятел е Чък Бас, впоследствие се сприятелява и с Дан Хъмфри. Нейт отново е раздвоен между малката Джени и Ванеса.
Син на известно и богато семейство политици той винаги е контролиран от баща си, който иска да избира всичко вместо него – в кой университет да ходи (колежа Дартмут), за кого да се ожени (Блеър), каква кола да кара (Порше). Нейт обаче има свои представи за живота и мястото си в него. По-късно се влюбва във Ванеса, но връзката им приключва и той се завръща при Блеър. Накрая се оказва, че чувствата му към нея не са тъй-силни както си е мислел.
В ролята на Нейт Арчибалд е Чейс Кроуфърд.

### Чарлс „Чък“ Бас
В началото не е любимец, но с култовото изречение а ла James Bond – „I'm Chuck Bass“ (Аз съм Чък Бас), чара си и интересните случки с гаджето на най-добрия си приятел става дори номер 1 сред героите в сериала.
Винаги елегантен, потаен и отмъстителен, истински баровец, който сменя момичетата като носни кърпички, той е известен като най-богатия бъдещ наследник в Ню Йорк сити.
Когато Блеър се разделя с дългогодишния си приятел Нейт, след интересна сценка в новия стриптийз клуб на Чък – „Виктрола“, Бас се оказва в лимузината си с отчаяната Блеър, карайки я за вкъщи. Силното взаимно привличане ги кара да се нахвърлят страстно един върху друг. Така Блеър загубва девствеността си с Черния принц Чък, а не с Белия рицар Нейт, което води до заплетен любовен триъгълник. В продължение на много епизоди той се бори за Блеър, която, отрезвяла отново, отказва да има нещо общо с него.
През втори сезон двамата с Блеър флиртуват постоянно един с друг като се впускат в много и опасни игрички, въвличайки други герои, разбивайки много сърца и унищожавайки не една и две съдби. В трети сезон историята се върти около отношенията в неговото семейство: тираничният му баща Барт, майката, която уж е починала при раждането му и омразният му чичо Джак, готов винаги да го измами. Блеър е единствената му подкрепа в трудните за него времена. Двамата се етаблират като най-стабилната и демонична („С такива приятели на своя страна, на кого са му нужни армии.“) двойка в сериала, която нищо не може да раздели. Дали?
В ролята на Чък Бас е Ед Уестуик.

### Даниъл „Дан“ Хъмфри
Даниъл „Дан“ Хъмфри е весел и шармантен, естествен и добродушен и с това спечелва сърцето на Серина. Той не е роден в богато семейство, няма дебела банкова сметка и неограничени възможности като повечето от съучениците си. Син е на Руфъс Хъмфри, бивш рокаджия, който на млади години е имал връзка с майката на Серина – Лили, а е и брат на Джени. Връзката му със Серина е едно постоянно нагоре-надолу и минава през много различни фази, в които те ту късат, ту са заедно.
В ролята на Дан Хъмфри е Пен Баджли.

## „Клюкарката“ в България
В България сериалът започва излъчване на 24 януари 2009 г. по Нова телевизия, всяка събота и неделя от 15:00. От 7 февруари се излъчва само в събота. От 21 март се излъчва от 14:00. Първи сезон завършва на 9 май. На 4 януари 2010 г. започва повторно излъчване, всеки делничен ден от 12:00 с повторение на следващия ден от 01:00. На 4 август 2015 г. започва пети сезон от вторник до събота от 00:30.
На 29 юни 2011 г. започва втори сезон по Диема 2, всеки делничен ден от 18:00. На 3 август започва трети сезон и завършва на 1 септември. Епизодът на 19 август е излъчен от 17:45. На 20 март 2012 г. започва четвърти сезон по обновения Кино Нова, всеки делник ден от 18:00 и завършва на 18 април. На 13 юни 2014 г. започва премиерно пети сезон, всеки делник от 19:00 с повторение от 11:00 и приключва на 16 юли. На 19 октомври 2015 г. започва премиерно последният шести сезон, всеки делник от 19:00 с повторение от 11:00 и завършва на 30 октомври.
На 22 септември 2011 г. започва повторно излъчване от първи сезон по Fox Life, всеки четвъртък от 21:55, а от 1 декември от 21:00 по два епизода. Първи сезон завършва на 22 декември.
От първи до четвърти сезон дублажът е на Арс Диджитал Студио, чието име се споменава от втори сезон. Ролите се озвучават от артистите Милена Живкова без шести сезон, Даниела Йорданова, Йорданка Илова без пети сезон, Христина Ибришимова в пети и шести, Симеон Владов и Светозар Кокаланов.